# سباق باريس روبيه 2017
سباق باريس روبيه 2017 (بالإنجليزية: 2017 Paris–Roubaix)‏ هو سباق دراجات هوائية، وهو الموسم رقم 115 من السباق، وأقيم في 9 أبريل 2017، وامتدّ لمسافة 257 كيلومتر، وهو أحد سباقات طواف العالم للدراجات 2017، وقد شارك في السباق 199 متسابقاً ووصل إلى نهايته 102 متسابقاً.
فاز فيه بالمركز الأول جريج فان أفرمت، وبالمركز الثاني زدينيك ستيبار، وبالمركز الثالث سيباستيان لانجفيلد.

## الفرق
| فرق عالمية (18)- AG2R La Mondiale - Astana - Bahrain-Merida - BMC Racing Team - Bora-Hansgrohe - Cannondale-Drapac - Dimension Data - FDJ - Katusha-Alpecin - Lotto NL-Jumbo - Lotto-Soudal - Movistar Team - Orica-Scott - Quick-Step Floors - سكاي - سنويب - Trek-Segafredo - UAE Team Emirates فرق قارية محترفة (7)- Cofidis, Solutions Crédits - ديلكو ‏ - Direct Énergie - Fortuneo-Vital Concept - رومبوت تشارلز ‏ - سبورت فلاندرين بالويس 2017 ‏ - Wanty-Groupe Gobert |  |
| |  |

## التصنيف العام النهائي
| التصنيف العام | التصنيف العام      | التصنيف العام | التصنيف العام   | التصنيف العام |        |
| الدراج        | الدراج             | البلد         | الفريق          | الوقت         | السرعة |
| ------------- | ------------------ | ------------- | --------------- | ------------- | ------ |
| 1.            | جريج فان أفرمت     | بلجيكا        | بي إم سي راسينغ | 5 س 41 د 07 ث |        |
| 2.            | زدينيك ستيبار      | التشيك        | كويك ستب-فلورز  | + 0 ث         |        |
| 3.            | سيباستيان لانجفيلد | هولندا        | كانونديل دراباك | + 0 ث         |        |
| 4.            | جاسبر ستوفين       | بلجيكا        | تريك سيغافريدو  | + 0 ث         |        |
| 5.            | جياني موسكون       | إيطاليا       | سكاي            | + 0 ث         |        |
| 6.            | ارنو ديمار         | فرنسا         | إف دي جي        | + 12 ث        |        |
| 7.            | أندريه جريبيل      | ألمانيا       | لوتو سودال      | + 12 ث        |        |
| 8.            | إدوارد ثيونس       | بلجيكا        | تريك سيغافريدو  | + 12 ث        |        |
| 9.            | أدريان بيتي        | فرنسا         | Direct Énergie  | + 12 ث        |        |
| 10.           | جون ديجينكولب      | ألمانيا       | تريك سيغافريدو  | + 12 ث        |        |

## وصلات خارجية
- الموقع الرسمي
- سباق باريس روبيه 2017 على موقع إحصائيات الدراجات الإحترافية (الإنجليزية)